# 梅瘤蚜
梅瘤蚜（学名：Myzus mumecola）为常蚜科瘤蚜屬下的一个种。